# Dave Peyton
Dave Peyton (19 agosto 1889 – 30 aprile 1955) è stato un cantautore, pianista, arrangiatore, direttore d'orchestra, editorialista e critico musicale per il Chicago Defender statunitense.

## Biografia

### Inizi carriera
Peyton iniziò come pianista nel trio di Wilbur Sweatman, dove suonò dal 1908 al 1912, insieme a George Reeves. In seguito Peyton diresse i suoi ensemble in vari teatri di Chicago. Tra i suoi collaboratori vi furono Charlie Allen, George Mitchell, Bob Shoffner, Reuben Reeves, Kid Ory, Bud Scott, Jasper Taylor, Jimmy Bertrand, Baby Dodds, Preston Jackson, Darnell Howard, Jerome Don Pasquall e Lee Collins. Anche se registrò sotto il suo nome solo una volta, (con Richard M. Jones, al pianoforte in Baby o' Mine (1935, Decca 7115) o Joe Louis Chant), la sua orchestra registrò anche nel 1928 sotto il nome di Fess Williams, (Dixie Stomp/Drifting and Dreaming, Voc. 15690). Negli anni '30 diresse un'orchestra al Regal Theater e dalla metà degli anni '30 fino alla fine degli anni '40 suonò come solista in bar e nightclub. Negli anni '50 cambiò carriera e aprì uno stabilimento di lavaggio a secco.

### Capacità organizzative
Peyton era noto per le sue capacità organizzative. Lavorò come appaltatore musicale, riempiendo le orchestre di personale su richiesta per i locali segregati in bianco e nero. Fu in grado di farlo in parte grazie al suo rapporto di lavoro con Earnie Young, noto per essere uno dei fondatori della Music corporation of America. Peyton era anche bravo nell'arrangiare musica e sapeva personalizzare le canzoni per gli artisti in modo che la loro interpretazione delle canzoni popolari fosse distintiva. Lo ha fatto per star come Al Jolson ed Eva Tanguay. Dal 1925 al 1929 scrisse una rubrica musicale settimanale sul quotidiano Chicago Defender.

### Autore di canzoni
Peyton è ricordato soprattutto per le sue canzoni, alcune delle quali divennero grandi successi; tra questi c'erano lo standard "I Ain’t Got Nobody" e i brani "Hey Stop Kissin' My Sister" e "Roumania", entrambe eseguite da Fats Waller.